# Борщі (станція)
Станція Борщі́ — проміжна залізнична станція Одеської дирекції Одеської залізниці.
Розташована у селищі Борщі Подільського району на лінії Слобідка — Побережжя.

## Історія
1865 року споруджено залізницю Одеса — Балта, що пов'язала південні сільськогосподарські райони з Одеським портом.
Тоді ж неподалік села Борщі було збудовано однойменну станцію, яка в майбутньому перетвориться на вузлову станцію (коли було споруджено з'єднувальну колію з боку Борщів на Балту, первісно цієї лінії не було, не показана вона ще на карті 1891 року).
З часом біля станції утворилося станційне селище, що перейняло назву станції, село ж Борщі розташоване дещо південніше від станції, за 2 км від неї.
24 грудня 1875 року (5 січня 1876 року за новим стилем) поблизу станції Борщі на Тилігульському насипу сталася велика залізнична катастрофа.